# Синяя гора (картина Кандинского)
«Синяя гора» (англ. Blue Mountain, нем. Der blaue Berg) — абстрактная картина русского художника Василия Кандинского, написанная в 1908 году и хранящаяся в Музее Соломона Гуггенхайма в Нью-Йорке.

## История
Согласно рукописному каталогу художника и уточнению многолетней спутницы автора Габриэле Мюнтер, эта работа была написана зимой 1908-1909 годов.

## Анализ и значение
Василий Кандинский использовал мотив всадника на коне, чтобы символизировать свой крестовый поход против традиционных эстетических ценностей и свою мечту о лучшем, более духовном будущем, которое можно построить с помощью преобразующей силы искусства. Всадник изображён на многих гравюрах, темперных и масляных картинах, начиная с его первого появления в картинах художника, вдохновлённых народным творчеством, написанных в его родной России на рубеже веков, и заканчивая его абстрактными пейзажами, созданными в Мюнхене в начале 1910-х годов. Всадник также был изображён на обложках теоретического манифеста Кандинского 1911 года «О духовном в искусстве» и одноимённого «Альманаха голубого всадника», который он редактировал вместе с Францем Марком.
В 1909 году, когда он закончил работу над «Голубой горой», Кандинский написал не менее семи других полотен с изображениями всадников. В тот год его стиль становился всё более абстрактным и экспрессионистским, а его тематика сместилась от изображения природных явлений к апокалиптическим сюжетам. К 1910 году многие абстрактные полотна художника имели общий литературный источник — «Откровение Иоанна Богослова». Всадник стал символизировать всадников Апокалипсиса, которые принесут эпическое разрушение, после чего мир будет спасён, словно предвосхищая начало Первой Мировой войны.